# Бархатистая филепитта
Бархатистая филепитта (лат. Philepitta castanea) — птица из семейства мадагаскарских питтовых отряда воробьинообразных.

## Описание
Общая длина тела птицы вместе с хвостом достигает 14—16 см. Окраска оперения самцов бархатисто-чёрная с жёлтыми узкими наружными каёмками некоторых маховых и кроющих перьев. В брачный период у самцов по бокам головы над глазами появляются довольно большие ярко-голубые, синевато-зелёные или зелёные оголенные выступающие участки кожи, имеющие вид маленьких лопастей. Самки окрашены в тусклый оливково-зелёный цвет. Крылья короткие и широкие, хвост короткий. Клюв умеренной длины, сильный, слабоизогнутый, широкий в основании и сильно утончающийся к острой вершине, чёрный. Радужина каряя, ноги чёрные. Голос сильный, красивый, немного напоминает пение дрозда.

## Ареал и места обитания
Бархатистая филепитта является эндемиком острова Мадагаскар. Обитает в густых влажных горных тропических лесах Восточного Мадагаскара, произрастающих на восточных склонах гор центрального нагорья. Встречается на высоте от 400 до 1600 м, но обычно от 600 до 1400 м.

## Образ жизни
Ведут древесный образ жизни. Флегматичные спокойные птицы, подпускают к себе очень близко, будучи вспугнутыми перелетают на короткие расстояния. Встречаются обычно поодиночке, реже небольшими группами по 2—3 особи.

## Питание
Питаются различными мелкими плодами и ягодами, которые собирают в кронах деревьев и на земле.

## Размножение
Бархатистая филепитта, вероятно, является полигинным видом. Найдены лишь единичные гнёзда этого вида. Они укреплены на низко расположенных ветвях, висячие, с боковым входом, довольно грубо сплетенные из сухих листьев, пальмовых волокон и мха, напоминающие кошелку. В кладке 1—3 яйца, насиживание длится примерно 4 недели, выкармливание птенцов в гнезде продолжается около 6 недель.

## Галерея

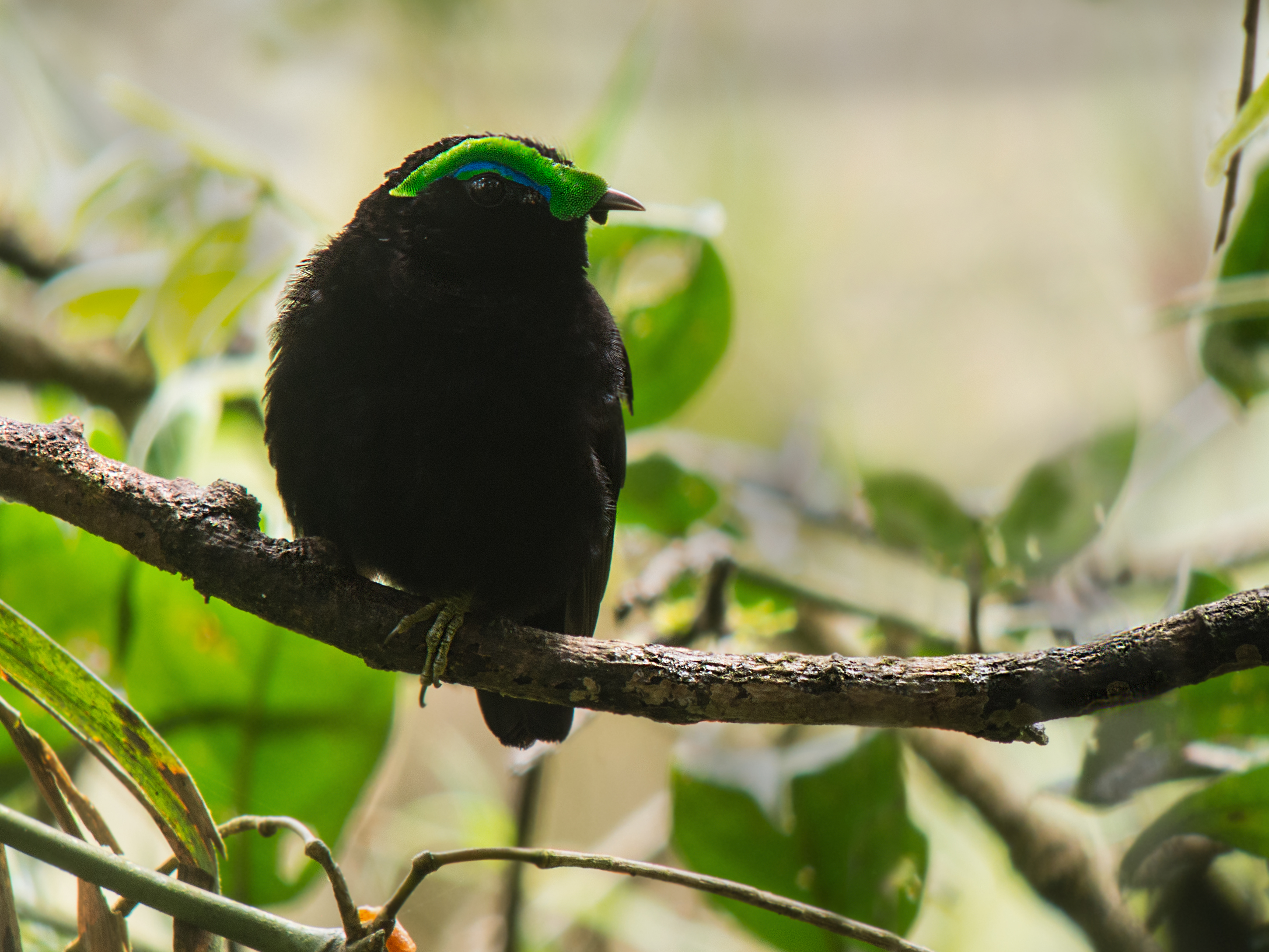
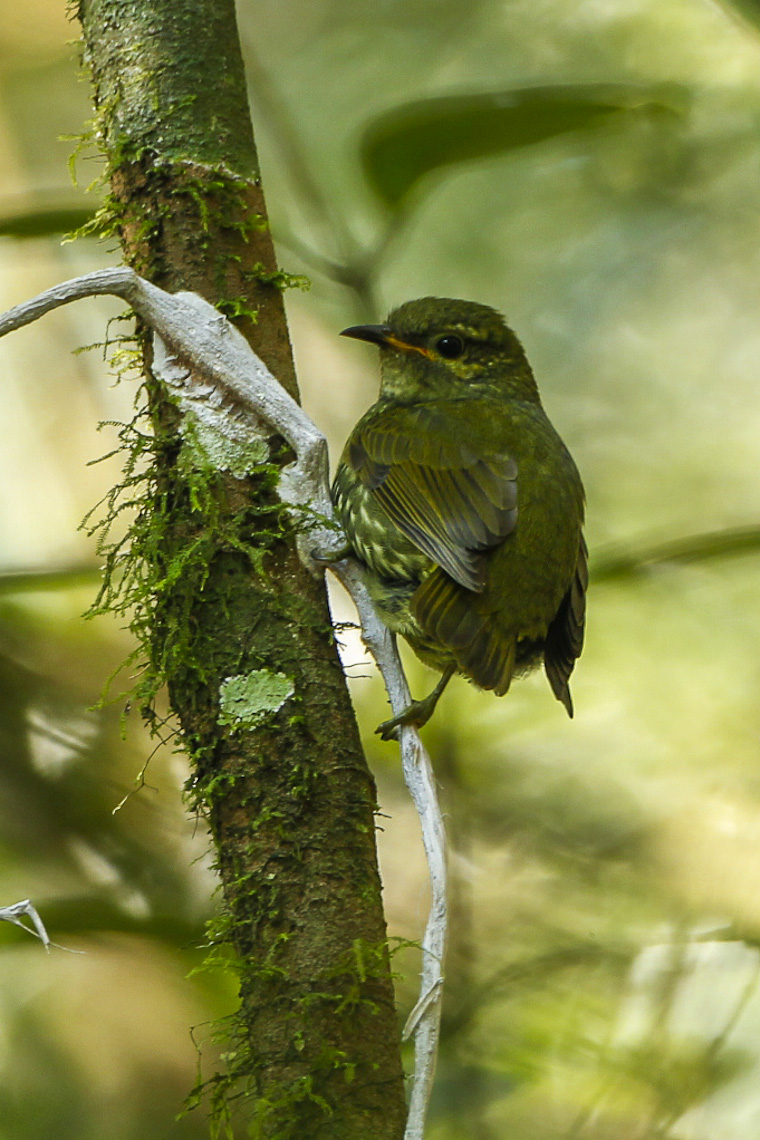